# Merodon hikmeti
Merodon hikmeti är en tvåvingeart som beskrevs av Hurkmans och Hayat 1997. Merodon hikmeti ingår i släktet narcissblomflugor, och familjen blomflugor.
Artens utbredningsområde är Turkiet. Inga underarter finns listade i Catalogue of Life.